# Marinebasis Haifa

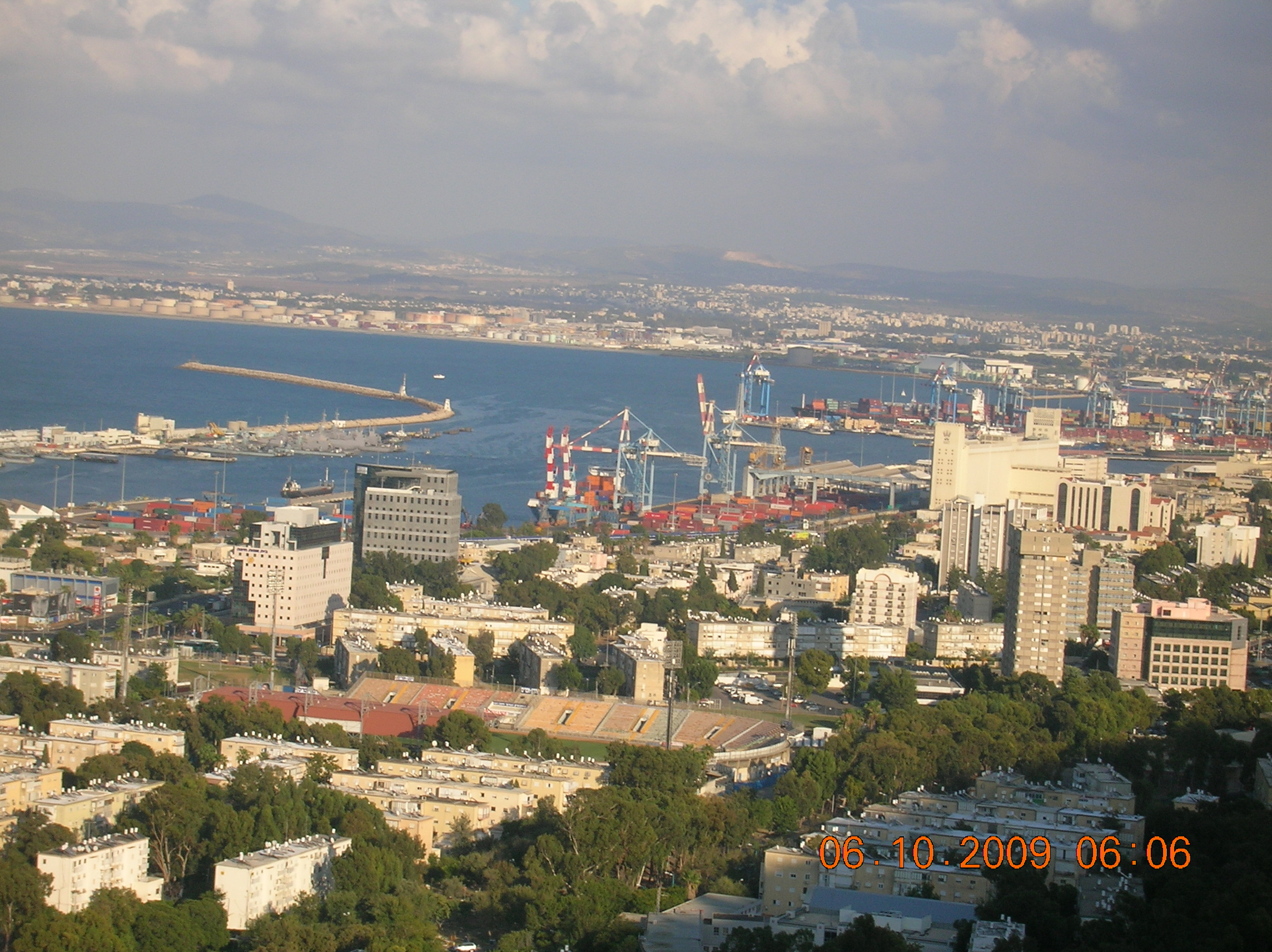
Teilansicht der Marinebasis Haifa Liegeplätze an der Außenmole

Wappen von Haifa

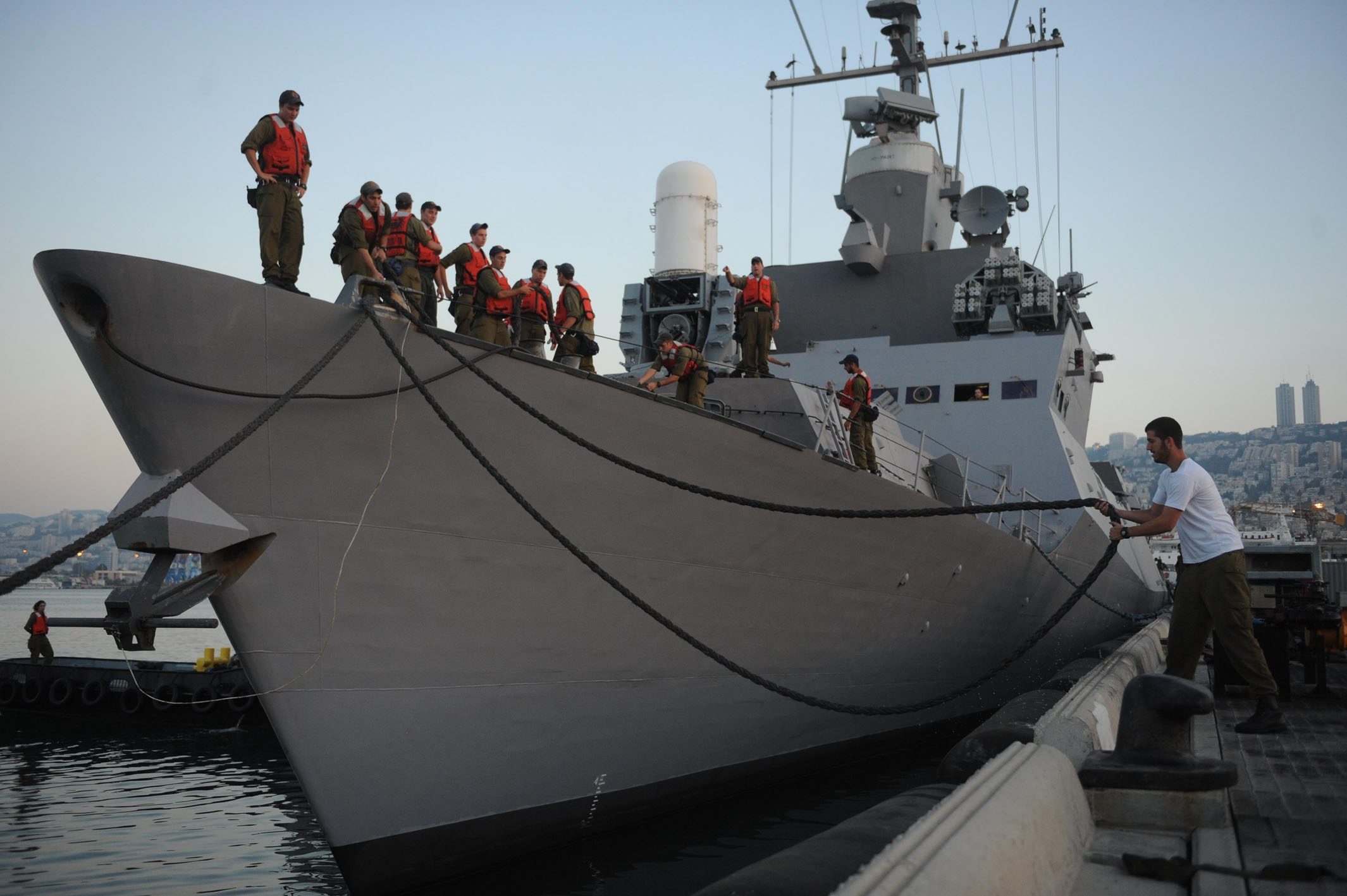
INS Hanit auf der Marinebasis Haifa

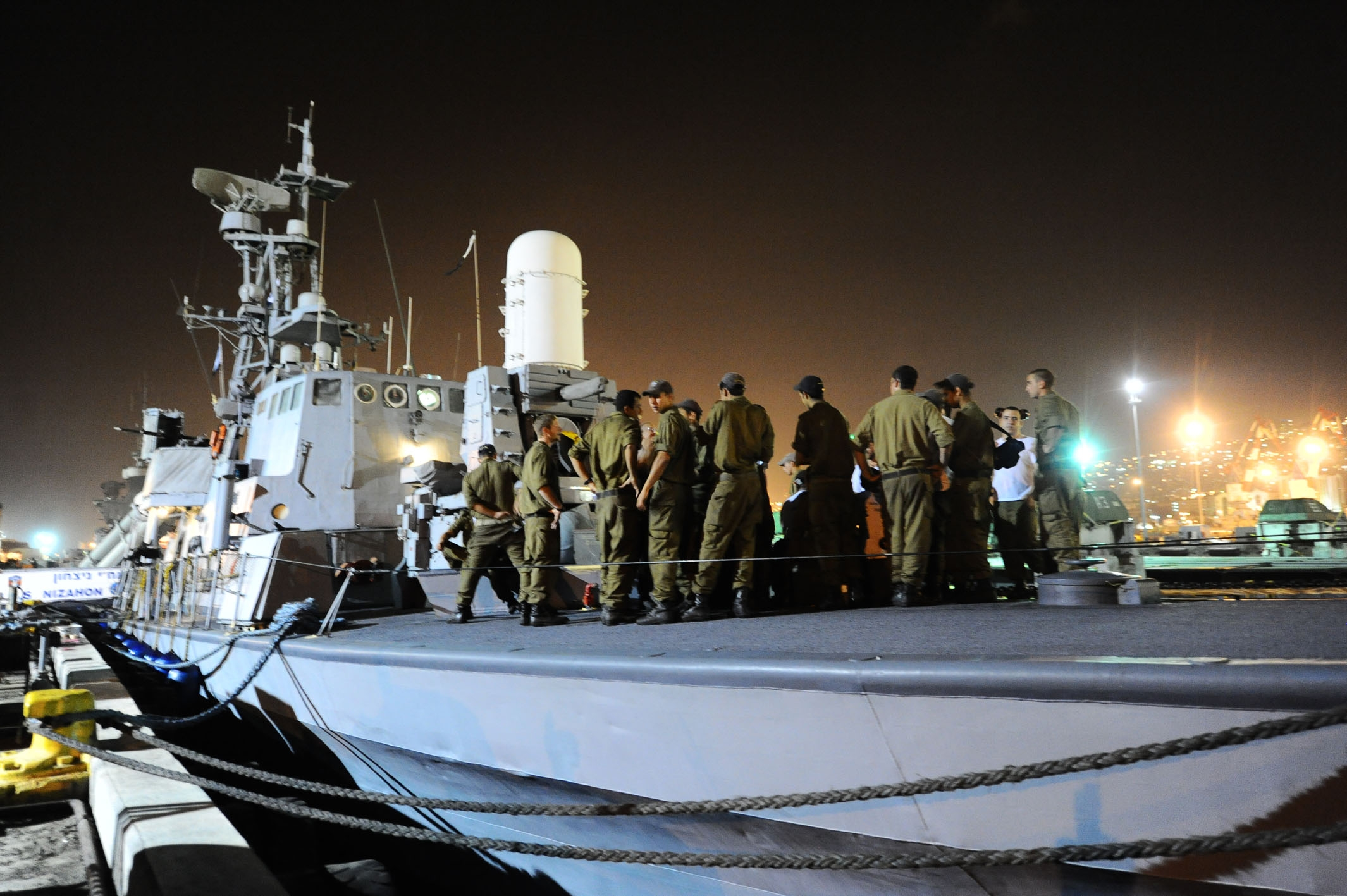
INS Nitzachon auf der Marinebasis Haifa

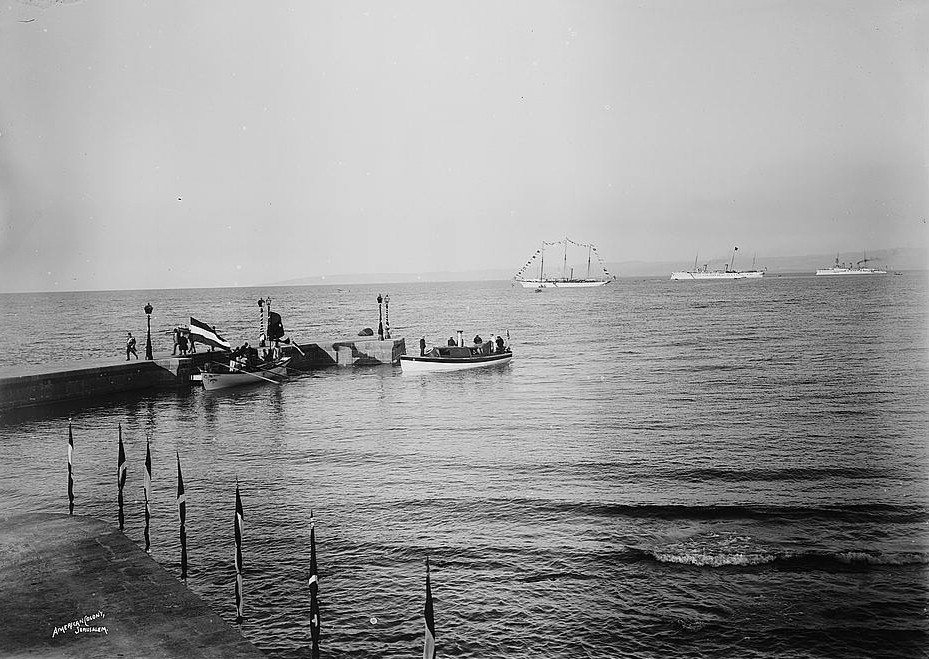
Wilhelm II. geht am 25. Oktober 1898 in Haifa an Land

Die Marinebasis Haifa (hebräisch בָּסִיס חֵיפָה Basis Chejfah, abgekürzt ב”ח Ba"Ch, englisch Naval Base Haifa) ist der Hauptstützpunkt der Israelischen Marine. Sie befindet sich im nordwestlichen Teil des Hafens von Haifa. Kommandant des Militärhafens ist seit November 2011 Brigadegeneral Elijahu („Eli“) Scharvit.

## Geschichte
Das Gebiet der Mündung des Kischon ins Mittelmeer war bereits in der Spätbronzezeit (ca. 1550–1200 v. Chr.) besiedelt, wie die Ausgrabungen auf dem Tell Abu-Hawam erwiesen haben. Bereits damals gab es einen Hafen im Gebiet des heutigen Zentrums von Haifa. Ab wann dieser auch militärisch genutzt wurde, ist ungesichert. Später haben Templer, das Osmanische Reich und Napoleon Hafen und Reede von Haifa (auch „Kaiffa“ „Hayfa“) genutzt. Im Rahmen seiner Palästinareise besuchte Wilhelm II. am 25. Oktober 1898 Haifa. Berichte der Zeitung Le Matin, dass der Kaiser dort eine Flottenbasis errichten wolle, erwiesen sich als falsch. Als regulärer Marinestützpunkt wird der Hafen im 20. Jahrhundert durch britische Planungskommissionen mehrfach erwähnt.
Am 23. September 1918 wurde das Gebiet durch Einheiten der British Expeditionary Force besetzt. Durch das Völkerbundsmandat für Palästina kam der Hafen von Haifa bis zum 14. Mai 1948 unter britische Verwaltung. In Haifa wurde 1938, als Nachfolgeeinrichtung der Betar Marineakademie (1935–1938 in Civitavecchia, Italien), die zweite jüdische Marineakademie gegründet. Der Hafen war im Zweiten Weltkrieg britische Militärbasis für Operationen, Versorgungswesen und Reparaturen. Am 14. Mai 1948 verließ Sir Alan Gordon Cunningham, der letzte Hochkommissar von Palästina, Haifa, um mit der HMS Euryalus in Richtung Großbritannien zu reisen. Die endgültige Evakuierung des britischen Stützpunktes wurde zum 30. Juni 1948 angesetzt und später als „Z-Day“ bekannt. Es haben Verhandlungen zum finanziellen Ausgleich der von den Briten errichteten Anlagen stattgefunden. Bis zum Abzug der Briten sind im Hafengebiet von Haifa Kampfhandlungen mit verschiedenen Gruppierungen bekannt.
Am 1. Juli 1948 hisste David Ben Gurion als formales Zeichen der Übernahme die israelische Flagge über dem Hafen von Haifa. Bereits vor Abzug der Briten und noch als Mitglied der Palyam wurde im April 1948 Aryeh („Arieh“) Kaplan (auch „Kipi“) zum ersten Kommandanten der Marinebasis Haifa ernannt. Nach 1948 wurde die Marinebasis ausgebaut. Seit 1956 gibt es dort Einrichtungen zur Stationierung von U-Booten. Die 6. Flotte der US Navy besucht Haifa jährlich mit rund 20 Schiffen und nutzt auch seine Instandsetzungseinrichtungen. Bei einer Munitionsexplosion an Bord des im Hafen befindlichen israelischen Flugkörperschnellboots INS Tarschisch  am 16. Januar 2008 wurden sieben Personen verletzt. Für weitere U-Boote, die 2014 von Deutschland geliefert werden sollen, wurden 2011 die Planungen mit Unterstützung von Jedidja Ja’ari (ehemals Stützpunktkommandant) für neue U-Boot-Hangars abgeschlossen.

## Stationierung
In Haifa sind unter anderem die Flugkörperschnellboot-Flottille mit insgesamt 13 Einheiten einschließlich der drei Korvetten der Sa’ar-5-Klasse, die U-Boot-Flottille mit fünf Einheiten der Dolphin-Klasse, die Flugkörperschnellboot- und die U-Boot-Schule sowie Teile der Patrouillenboot-Flottille (Geschwader 914) und eine Unterwassereinsatzeinheit stationiert. Von den U-Booten ist bekannt, dass sie mit nuklearen Waffen bestückt sind.

## Bekannte Kommandanten der Marinebasis
- 1948 Aryeh („Arieh“) Kaplan[28] (auch „Kipi“) (אריה קפלן)
- Isaac Gasit (יצחק גזית)
- Uri Paz (אורי פז)
- 1975–1976 Ze'ev Almog  (זאב אלמוג)
- 1976–1979 Abraham Dror (אברהם דרור)
- 1979–1981 Eli Rahav (אלי רהב)
- 1985–1989 Ben Schuschan (אברהם בן שושן)
- 1992–1994 Ami Ayalon (עמי איילון)
- 1996–2000 Alex Tal (אלכס טל)
- 1999–2001 Eli Marom (אלי מרום)
- 2000–2004 Jedidja Jaʿari (ידידיה יערי)
- 2005–2007 Yochai Ben-Yosef[29] (יוחאי בן יוסף)
- 2007–2009 Ram Rutberg[30] (רם רוטברג)
- 2011–2021 Elijahu („Eli“) Scharvit (אלי שרביט)

Stützpunktwappen
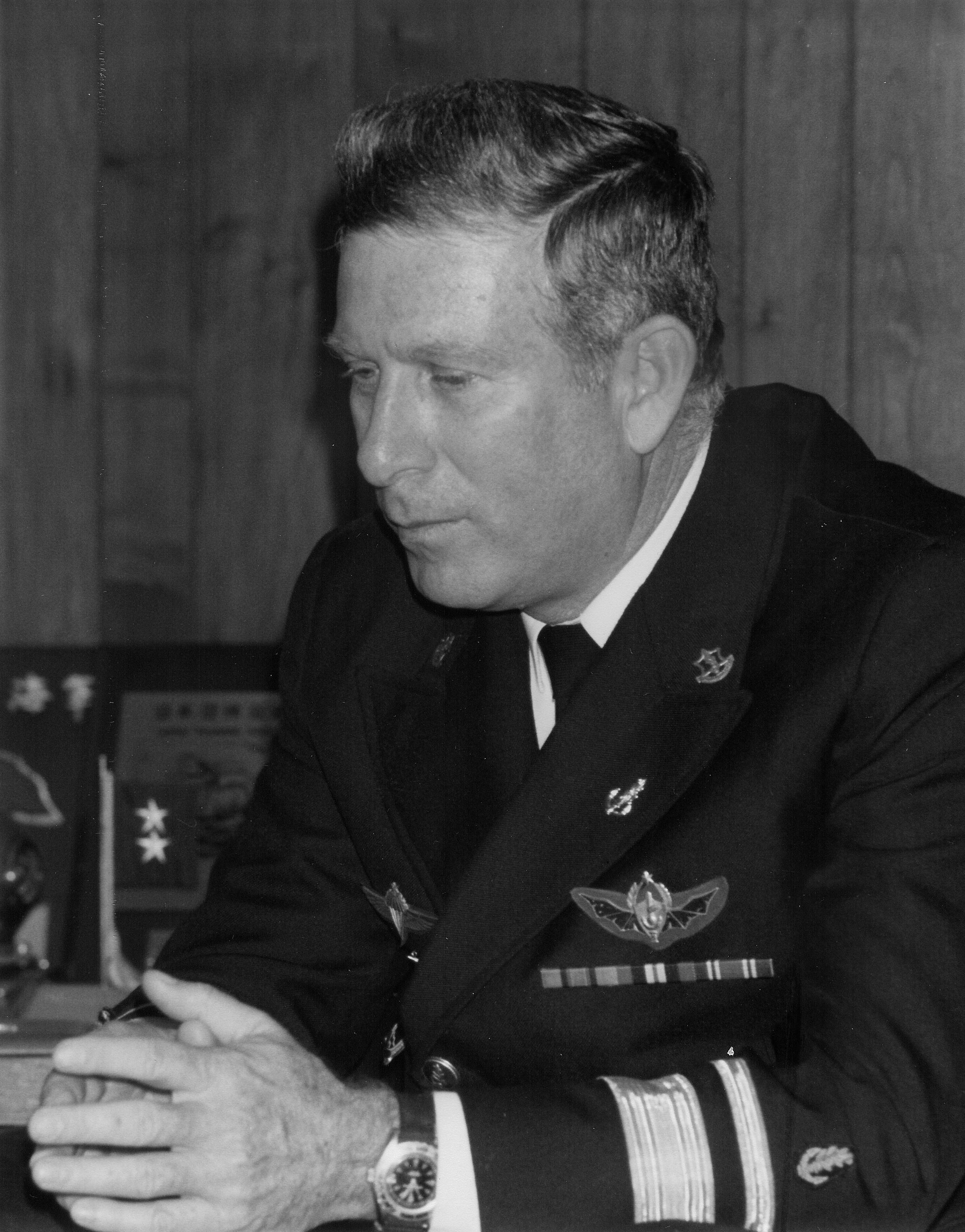
Zeev Almog Kommandant 1975–1976
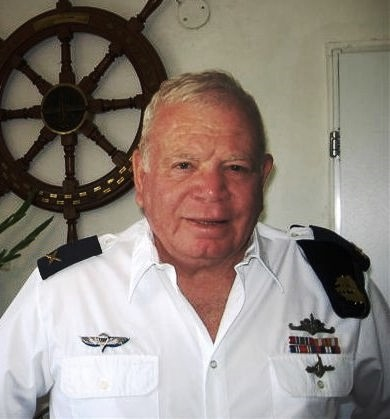
Eli Rahav Kommandant 1979–1981
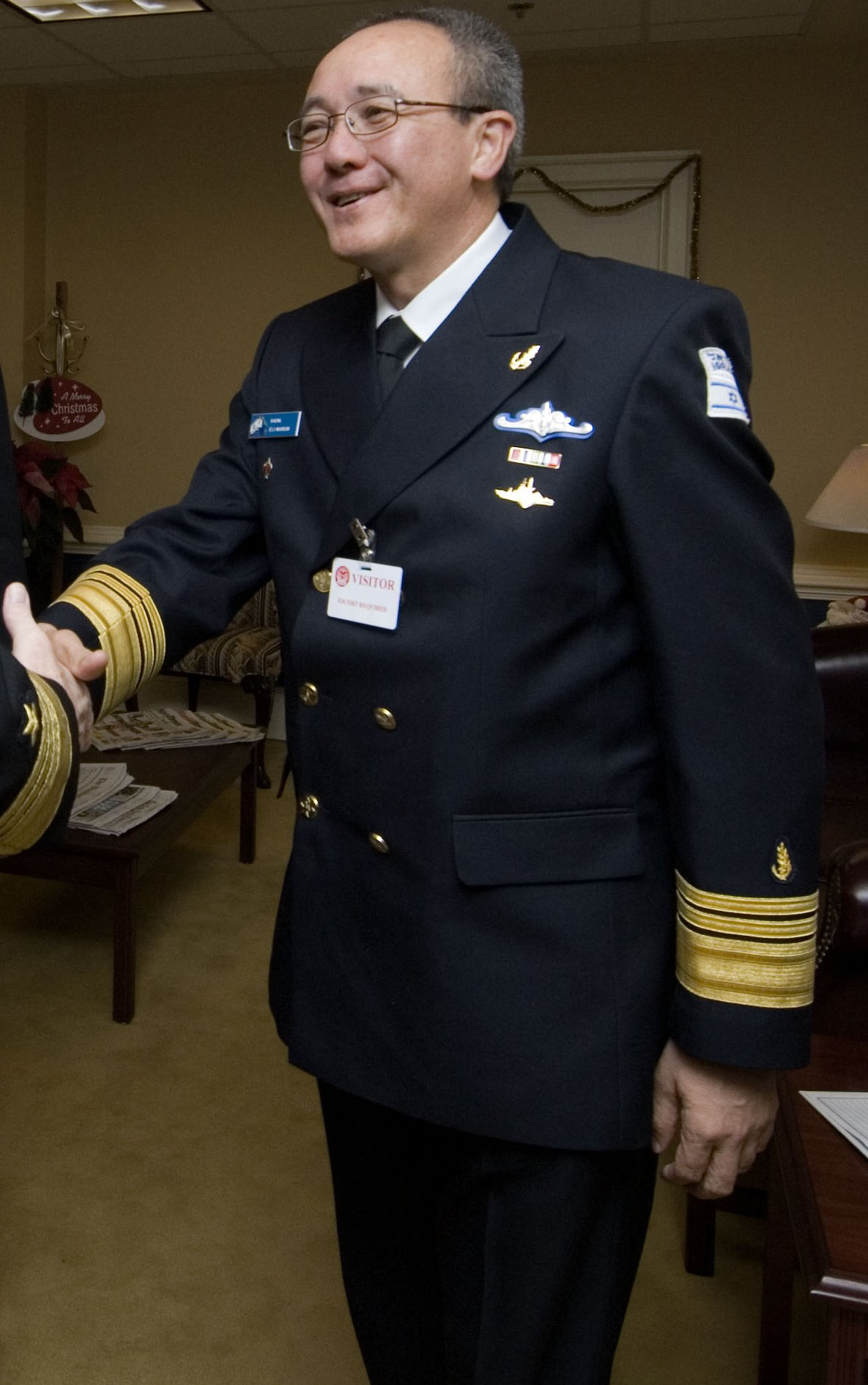
Eli Marom Kommandant 1999–2001
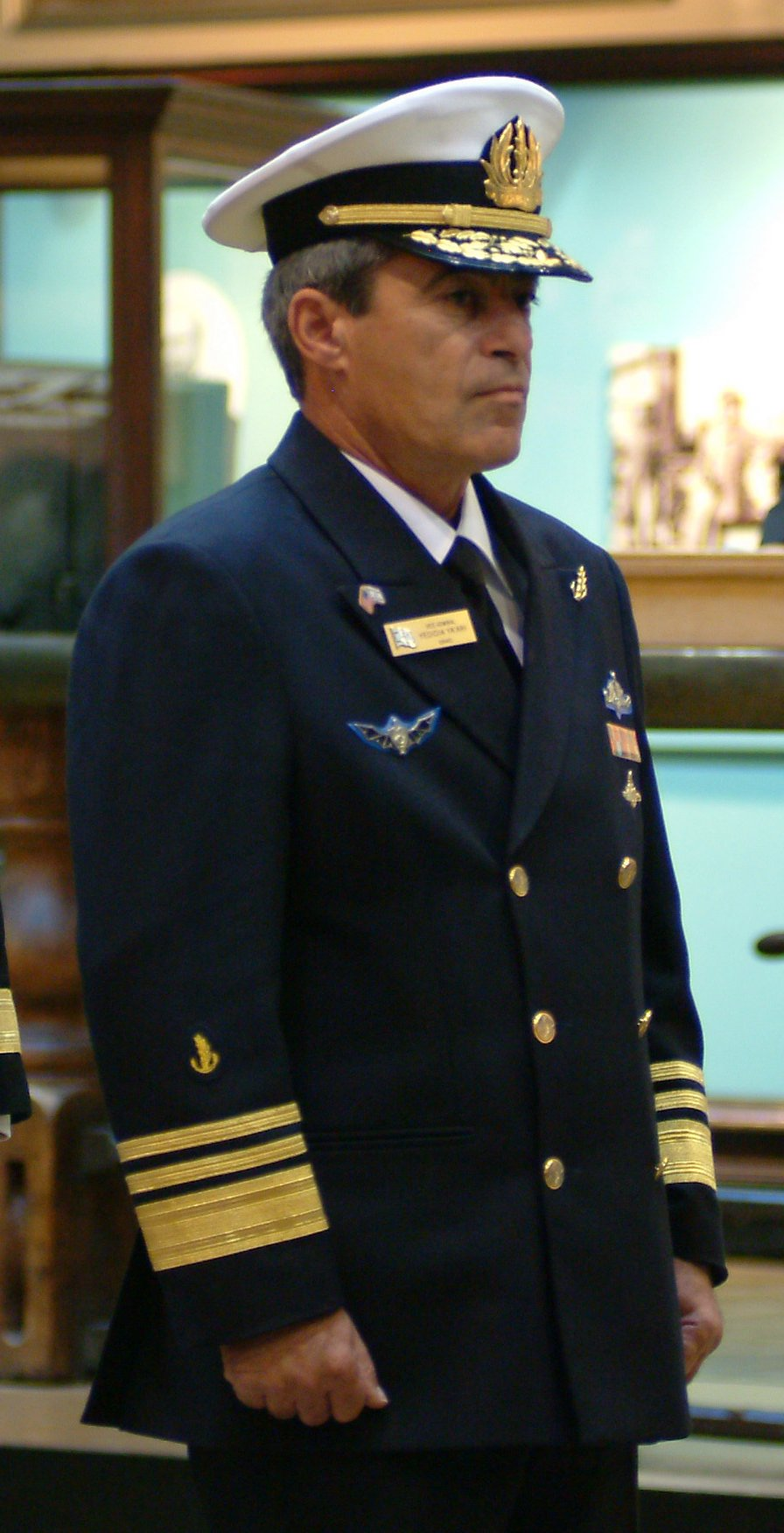
Jedidja Jaʿari Kommandant 2000–2004
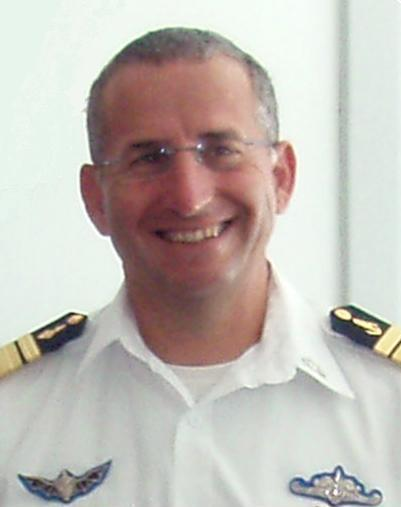
Ram Rutberg Kommandant 2007–2009
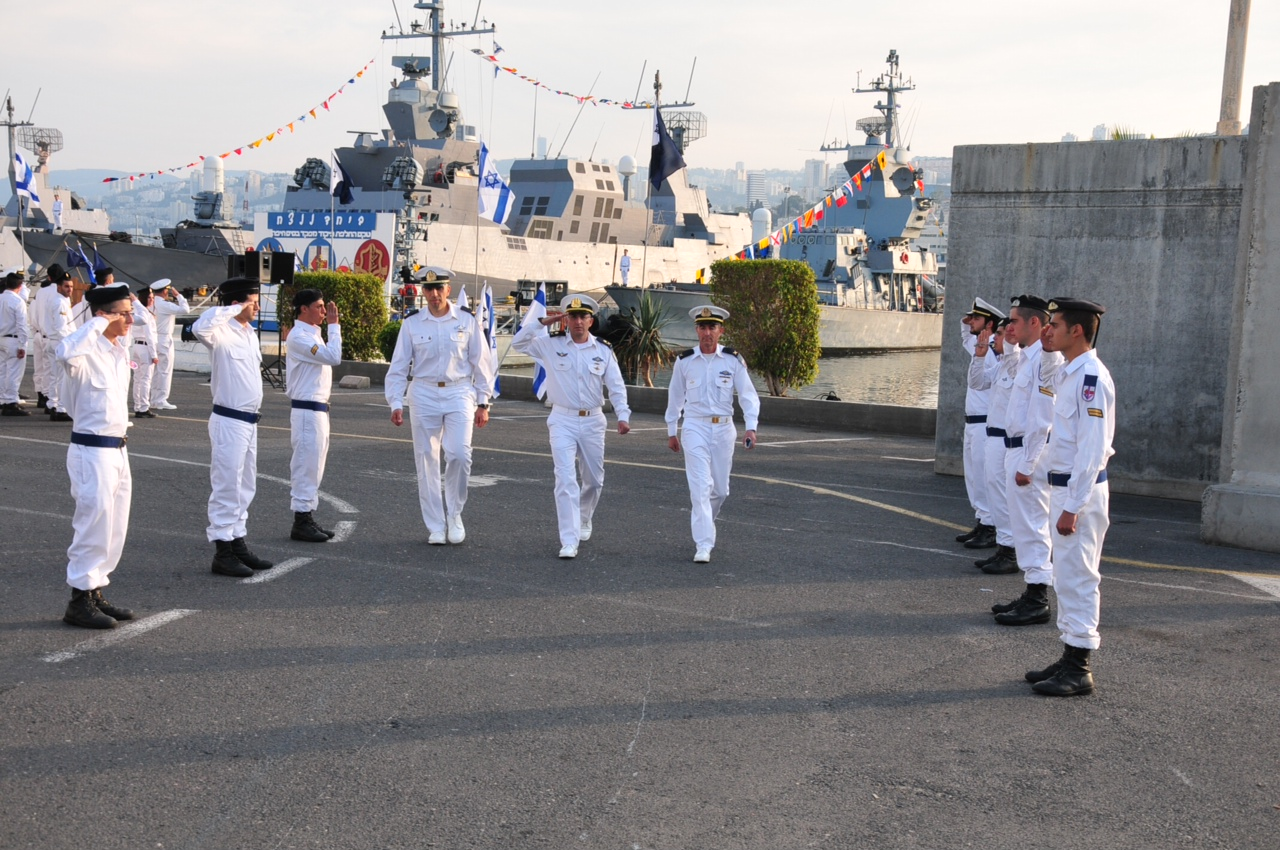
Elijahu Scharvit (Mitte) Kommandant 2011